# Ramón Gil-Casares
Ramón Gil-Casares Satrústegui (Madrid, 26 de octubre de 1953) es un diplomático español.

## Biografía
Nació en Madrid. Tras licenciarse en Filosofía y Letras y en Derecho por la Universidad Complutense de Madrid, ingresó en 1982 en la carrera diplomática. Ha estado destinado en las representaciones diplomáticas españolas en: Guinea Ecuatorial, Uruguay y Filipinas. En 1990 fue nombrado subdirector general de Acción Cooperativa del Instituto Español de Cooperación para el Desarrollo y, posteriormente, fue cónsul general adjunto de España en Nueva York. En mayo de 1996 fue nombrado director del Departamento de Internacional y Defensa del Gabinete de la Presidencia del Gobierno y en mayo de 2000 director del Departamento de Internacional y Seguridad del Gabinete de la Presidencia del Gobierno. En julio de 2002 fue nombrado secretario de Estado de Asuntos Exteriores.
Ha sido embajador de España en la República de Sudáfrica (2005-2008); vocal asesor en la Dirección General de Política Exterior para África (2008-2011); Embajador en Sudán (2011-2012). En julio de 2011, cuatro meses después de ocupar el cargo como embajador español en Sudán —hasta entonces el país más grande de África— se produjo la independencia de Sudán del Sur, por lo que meses más tarde el gobierno de Mariano Rajoy le nombró como el primer embajador de España en la república sursudanesa, manteniendo la residencia en Jartum.
Posteriormente ha sido embajador de España en Washington (2012-2017), en sustitución de Jorge Dezcallar, presentó sus credenciales ante el presidente de los Estados Unidos Barack Obama el 30 de julio; y embajador en Egipto (2018-2022).

## Distinciones
- Gran Cruz de la Orden de Isabel la Católica (2004)[6]